# یوگنی واختانگوف
یِوگِنی باگراتی (باگراتیونوویچ) واختانگوف (ارمنی: Եվգենի Բագրատի Վախթանգով؛ روسی: Евге́ний Багратио́нович Вахта́нгов ‏ (۱۳ فوریه ۱۸۸۳ - ۲۹ مه ۱۹۲۲)، بازیگر و کارگردان شهیر روس ارمنی‌تبار، بنیان‌گذار تئاتر واختانگوف در مسکو و دوست و مشاور میخائیل چخوف بود.

## زندگی

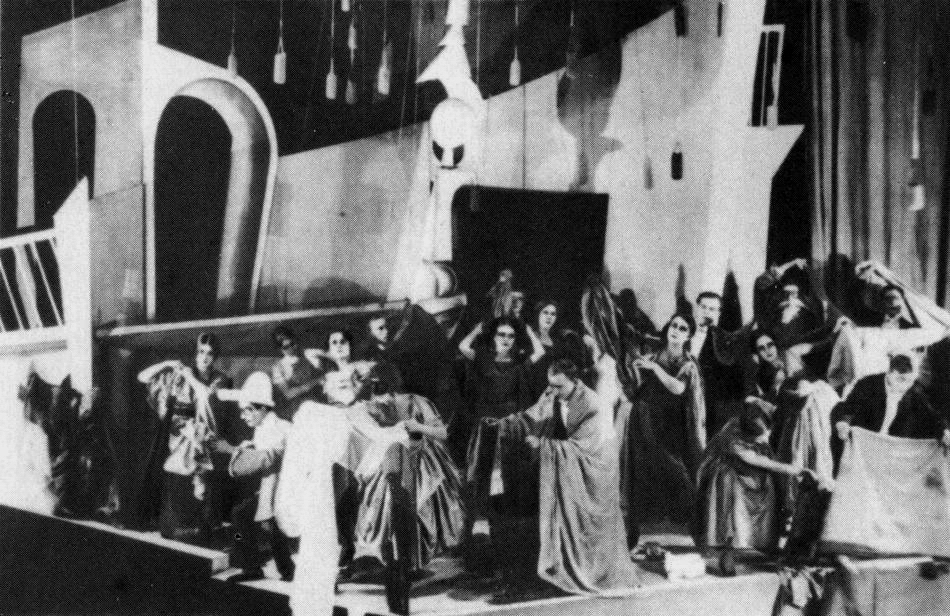
نمایش توراندخت اثر کارلو گوتزی، اجرا شده توسط واختانگوف در سال ۱۹۲۲.

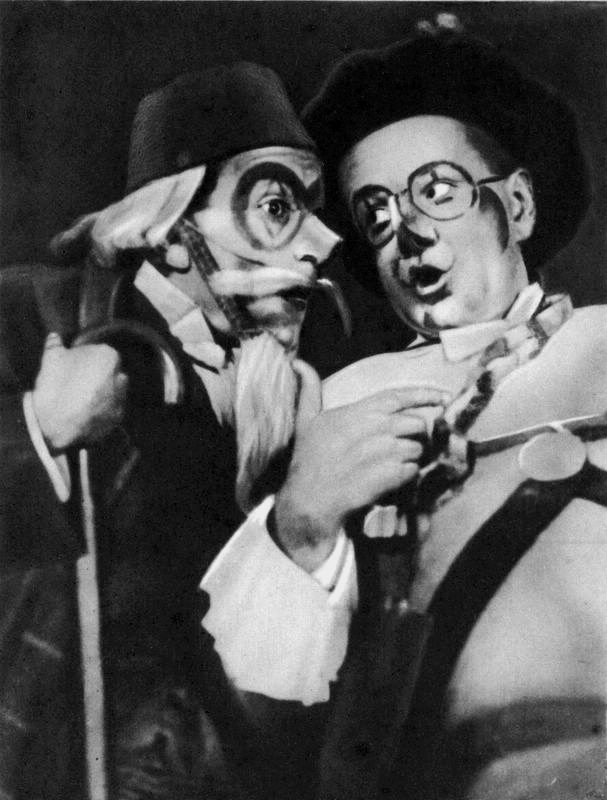
توراندخت؛ پرسوناژهای پنتالونه و تارتالیا.

واختانگوف در خانواده‌ای ارمنی - روسی از اوستیای ولادی‌قفقاز به دنیا آمد. او برای مدتی کوتاه در دانشگاه دولتی مسکو تحصیل کرد و سپس در سال ۱۹۱۱ به تئاتر هنری مسکو پیوست و به سرعت رشد کرد به حدی که در ۱۹۲۰ مسئول استودیوی شخصی خود بود. چهار سال پس از درگذشت وی، این استودیو به افتخارش تئاتر واختانگوف خوانده شد.

## فعالیت‌های هنری
واختانگوف تأثیر عمیقی از تجربه‌های تئاتری وسولد مایرهولد و تکنیک‌های روان‌شناختی استاد مایرهولد، کنستانتین استانیسلاوسکی، لئوپولد سولرژیتسکی و ولادیمیر نمیروویج دانچنکو، از بنیان‌گذاران تئاتر هنری مسکو، پذیرفته بود. وی در حقیقت تکنیک میانه‌ای پدید آورد بینابین شخصیت‌پردازی‌های استانیسلاوسکی و مکتب گروتسک تئاتر روس که از زمان میرهولد به راه افتاده بود. واختانگوف ماسک‌ها، موسیقی، رقص، لباس‌های انتزاعی، مجموعه پیش‌رویی چونان تحلیل‌های ریزبینانه و جزئی‌نگر از متن نمایش و انگیزه‌های روانی شخصیت‌هایش را در کارهایش به هم می‌آمیخت. قابل‌توجه‌ترین اثر وی، اجرای نمایش‌نامهٔ توراندخت اثر کارلو گوتزی است که در تئاتر واختانگوف و در سال ۱۹۲۲ (سال مرگ وی) روی صحنه رفت. اثر مشهور دیگر وی، در همان سال، اجرای نمایش‌نامه دیبوک اثر اس.آنسکی بود که توسط عوامل و بازیگران تئاتر هابیماه اجرا شد.

## اندیشه
در پایگاه اینترنتی اکتورز استودیو، به نقل از لی استراسبرگ گفته شده‌است:
اگر شما سیستم استانیسلاوسکی را چنان که خود او از آن استفاده می‌کرد، بیازمایید، یک نتیجه می‌گیرید و اگر بر اساس نگاه شاگرد بزرگ وی، واختانگوف، که تاثیر عمیقی بر ذهنیت و فعالیت‌های ما گذاشته، آن را بیازمایید، به نتیجه‌ای به کلی متفاوت دست خواهید یافت. واختانگوف کارش را ماهرانه به انجام رساند و استفاده‌اش از بازیگری متد، درخشان‌تر و خیال‌انگیزتر از خود استانیسلاوسکی بود و همچنان، نتایج به دست آمده از کار وی، به کلی متفاوتند.
برتولت برشت چنین استدلال می‌کند که «رویکرد واختانگوف، در مجموعهٔ استانیسلاوسکی - مایرهولد، بیش از آن‌که جدایی‌افکن بین این دو روش باشد، رویکردی آشتی‌جویانه و جمع‌کننده بود.» برشت جنبه‌های اصلی کار واختانگوف را چنین برمی‌شمرد:

۱) تئاتر، تئاتر است.

۲) چگونگی، به جای چیستی.

۳) ترکیب بیش‌تر.

۴) خیال‌انگیزی و نوآوری بزرگ‌تر.

برشت، بین روش خود و واختانگوف در عنصر «نشان دادن» در بازی، اشتراکاتی می‌بیند اما استدلال می‌کند که روش واختانگوف نسبت به روش خود برشت، فاقد بینش اجتماعی و عملکرد آموزشی است: «وقتی بازیگر واختانگوف می‌گوید «من نمی‌خندم، من خنده را نشان می‌دهم»، هنوز هیچ‌چیزی از «نشان دادن» خودش نمی‌داند.»

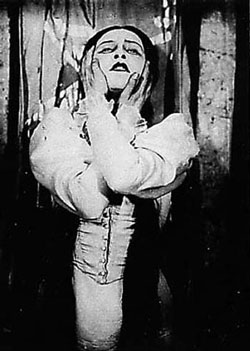
هانا روینا در نمایش دیبوک (بین دو جهان) در سال ۱۹۲۰.

وی بخش پایانی کارهایش را در سطح بالاتری از تئاتر روسیه و در میان انقلاب اکتبر و جنگ داخلی روسیه به انجام رساند.

## مرگ
واختانگوف در سال ۱۹۲۲ و بر اثر بیماری سرطان درگذشت.